# پونتیاک لمان
پونتیاک لمان (Pontiac LeMans) خودرویی است که در سال‌های ۱۹۶۲ تا ۱۹۸۱ ۱۹۸۹–۱۹۹۳تولید شده‌است.
این خودرو در کلاس خودرو سایز متوسط قرار گرفته، است.

## نگارخانه

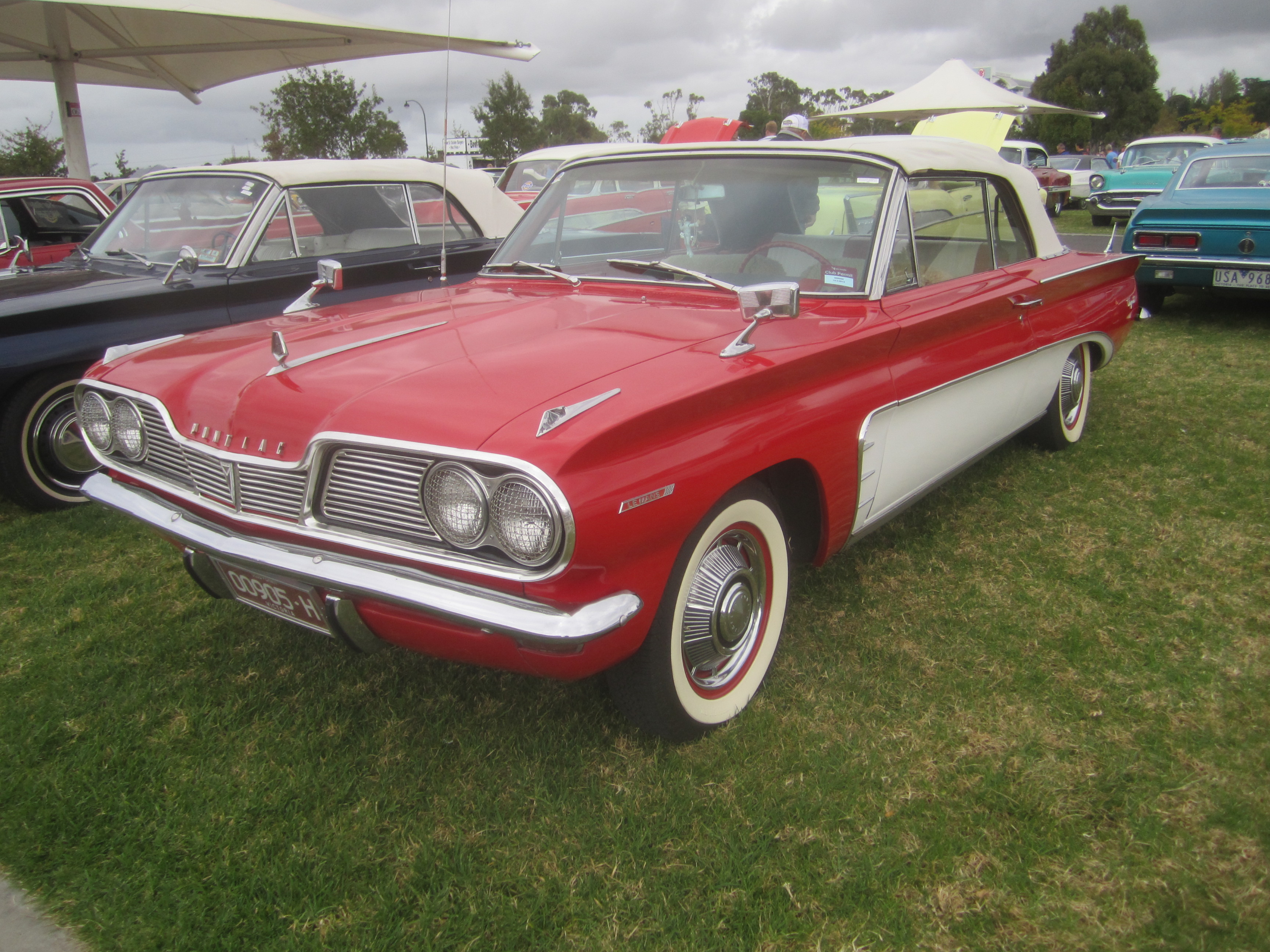